# Flexidisc

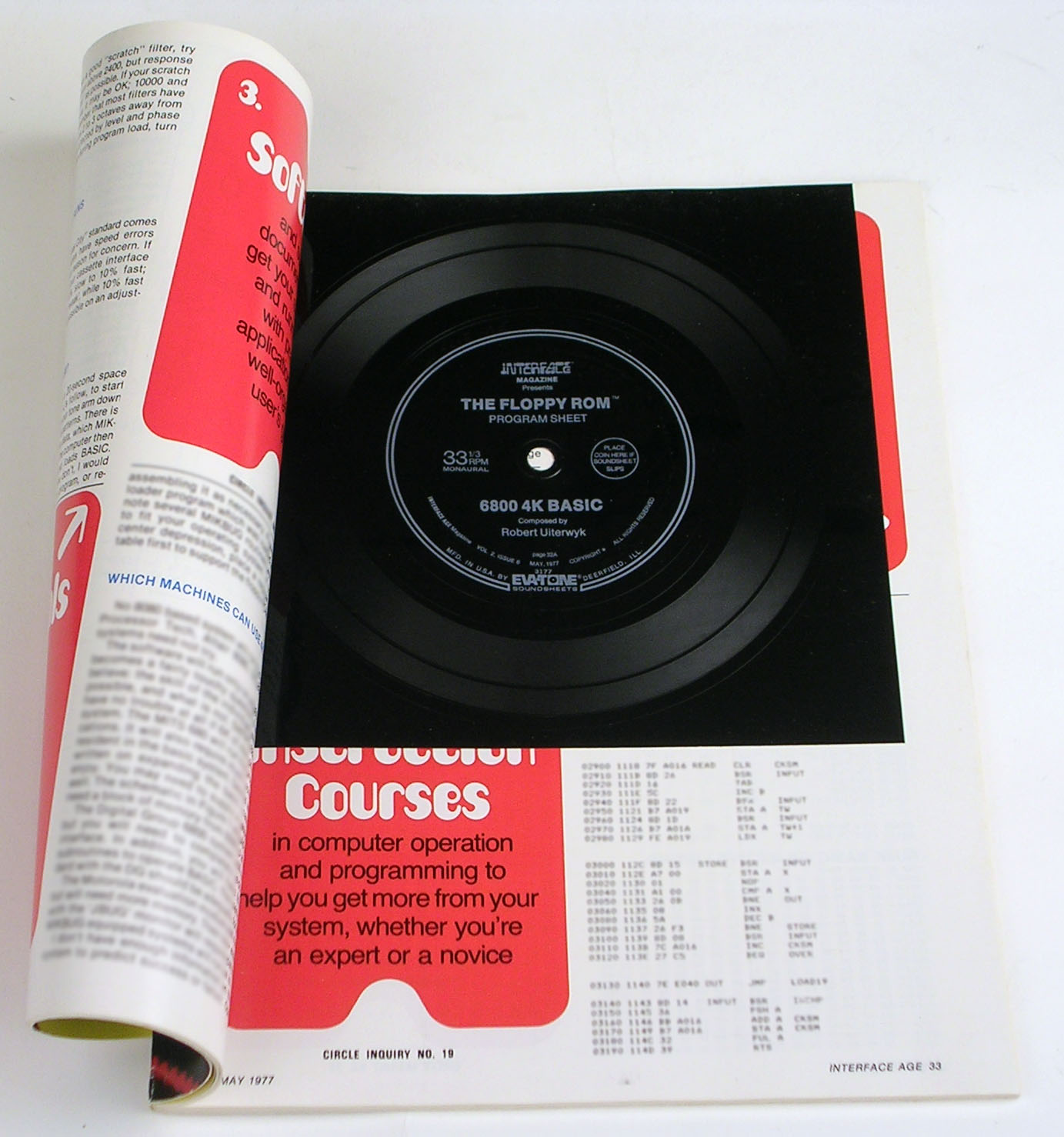
Een flexidisc in een computertijdschrift

Een flexidisc is een grammofoonplaat die gemaakt is van slap en dun plastic.
De flexidisc werd voor de introductie van de cd gebruikt om geluidsdragers mee te sturen met een tijdschrift. Doordat de flexidisc slap was, brak hij minder makkelijk dan een plaat van vinyl. In het algemeen had het geperste gedeelte van de flexidisc het formaat van een single, 7 inch. Daarom was ook de naam flexisingle wel in gebruik. Om hem makkelijk in tijdschriften mee te sturen, was het vel plastic soms vierkant of rechthoekig en groter dan het geperste gedeelte. In het algemeen was de groef van de flexidisc maar in één kant van het plastic geperst, anders dan bij de andere grammofoonplaten.
De flexidisc werd commercieel geïntroduceerd in 1960. Daarvoor werden in de samizdat in de Sovjet-Unie ook een soort flexidiscs verspreid die waren geperst in oude röntgenfoto's.
Bij het afspelen van flexidiscs konden verschillende problemen ontstaan. Doordat de schijf zeer licht was, kon het gebeuren dat hij niet meedraaide met de draaitafel wanneer de naald ietsje meer druk gaf. Dit kon worden opgelost door op de plaats van het label een munt neer te leggen; hiervoor werd soms ook een cirkel afgedrukt op het plastic. Als de draaischijf van de platenspeler niet glad was, kon het ook gebeuren dat de naald door het plastic heen prikte. Dit kon worden opgelost door een harde single onder de flexidisc te leggen.
In Nederland werden flexisingles gemaakt door onder meer het bedrijf Sonopresse in Rotterdam, dat bestond tot in de jaren tachtig.
Doordat het goedkoop was om een flexisingle te maken, werd hij ook als promotionele geluidsdrager gebruikt. Zo maakte Peter Blanker in 1981 een flexisingle "Te gek" voor de PvdA in Nederland.
Flexidiscs werden in de jaren tachtig ook gebruikt om computerprogramma's mee te verspreiden, doorgaans in computertijdschriften. Het was dan de bedoeling om het "geluid" op de disc op te nemen met behulp van een cassetterecorder en dit daarna in de computer in te laden. Homecomputers gebruikten in die tijd vaak een cassettebandje als opslagmedium omdat dit goedkoper was dan een floppy disk.